# Irene Bernasconi
Irene María Bernasconi (La Plata, 25 de septiembre de 1896-Buenos Aires, 7 de julio de 1989) fue una bióloga marina argentina especializada en la investigación sobre equinodermos, y conocida por su trabajo en el mar Antártico, en el sector argentino. Fue la primera especialista de equinodermos en Argentina, a los cuales investigó, en el mar argentino, durante cincuenta y cinco años. Su foco principal fueron las estrellas de mar, aunque también estudió erizos de mar y estrellas quebradizas.

## Educación

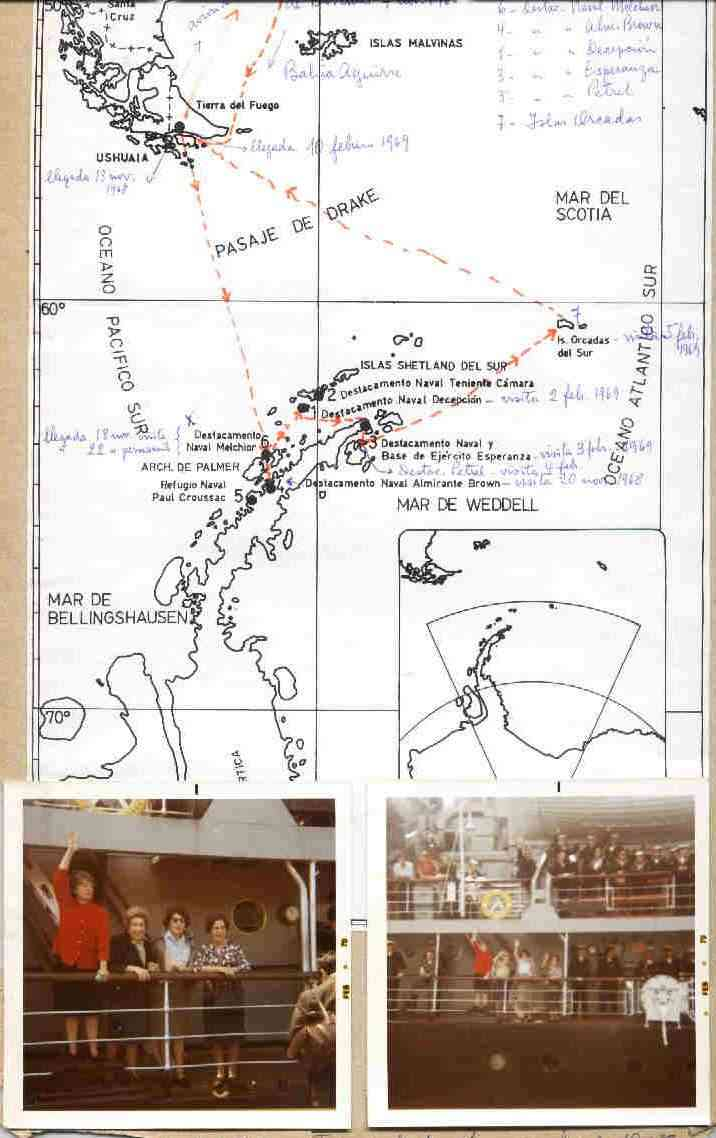
Ruta del viaje de Irene Bernasconi a la Antártida Argentina, 1968.

Fue una de las primeras alumnas en seguir sus estudios secundarios en el Liceo de Señoritas n.°1, y luego cursó el profesorado en el Instituto Nacional Superior “Joaquín V. González”, donde obtuvo el título de Profesora de Enseñanza Secundaria en Ciencias Naturales en 1918. Posteriormente se desempeñó como docente de niveles secundarios y terciarios.

## Carrera profesional
Fue una de las primeras cuatro biólogas que incorporó, en el comienzo de la década de 1920, en el Museo Argentino de Ciencias Naturales Bernardino Rivadavia, institución en la que trabajó durante décadas, incluso después de su jubilación.
Su primer trabajo científico fue publicado en 1925 y trató sobre los erizos de mar obtenidos en la primera expedición a Tierra del Fuego, enviada en 1921 por la Facultad de Ciencias, Exactas, Físicas y Naturales de la Universidad de Buenos Aires. Sobre el curso de su carrera, describió varias especies y un género nuevos para la ciencia.  
Por su trabajo sobre Asteroideos argentinos obtuvo el premio “Dr. Eduardo Holmberg” en 1947.
Integró el Consejo Nacional de Investigaciones Científicas y Técnicas de Argentina (CONICET) desde su fundación en 1958, inicialmente en calidad de becaria y, desde 1962 como investigadora, en la Carrera de Investigador/a Científico/a.

## Investigación
Las primeras especies nuevas que describió, pertenecientes al género Pteraster, fueron Pteraster marplatensis y Pteraster argentinus, publicadas en 1935, luego incluidas en la especie Pteraster affinis. En 1941 describió dos especies nuevas del género Luidia: Luidia doellojuradoi (actualmente conocida como Luidia ludwigi) y Luidia patriae.
En 1957 publicó una monografía completa sobre los equinoideos (erizos de mar) de Argentina. Entre 1937 y 1980, revisó la taxonomía de varias de familias de equinodermos: Pterasteridae, Luidiidae, Odontasteridae, Gonisasteridae, Ganeriidae (actualmente considerada una subfamilia de Asterinidae), Asterinidae y Echinasteridae.

En 1965 describió un nuevo género de estrella de mar de profundidad, Vemaster con la especie Vemaster sudatlanticus, además de cuatro especies nuevas. También trabajó y publicó en coautoría con Marta D'Agostino sobre la sistemática de las estrellas quebradizas u ofiuras del mar argentino y de aguas antárticas.

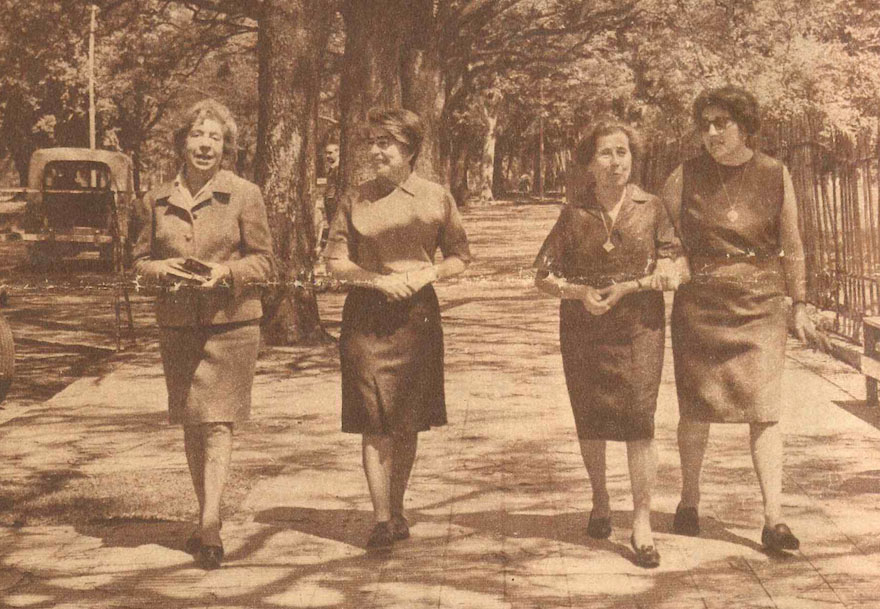
Irene Bernasconi, María Adela Caria, Elena Martínez Fontes y Carmen Pujals.

Por su reconocida especialidad en equinodermos diferentes instituciones le enviaron muestras para su identificación y fue invitada a catalogar  en las colecciones de: el Museo Nacional de Historia Natural de Francia en París ( 1930), el Instituto Oceanográfico de la Universidad de São Paulo (1955) el Museo Británico de Londres (1961) y el Museo Americano de Historia Natural en Nueva York (1964)
Entre el 7 de noviembre de 1968 y el 2 de febrero de 1969, a los setenta y dos años de edad, realizó una expedición a la Antártida Argentina, convirtiéndose en una de las cuatro primeras científicas argentinas que realizaron trabajo de campo dicho continente. Estuvo acompañada por otras tres científicas: la microbióloga María Adela Caría, la bióloga marina Elena Martínez Fontes y la botánica Carmen Pujals. Todas formaban parte del Museo Argentino de Ciencias Naturales Bernardino Rivadavia. A partir de esta campaña se las denomina «Las cuatro de Melchior» (en referencia a la Base Melchior, en la Antártida Argentina).
Su último trabajo científico fue publicado en 1980, en el que realizó la revisión de la sistemática de la familia de estrellas de mar Echinasteridae de Argentina.

## Reconocimientos
En 1969, la «Embajada de Mujeres de América» entregó una medalla conmemorativa a cada miembro de la expedición, en reconocimiento al primer grupo de mujeres científicas que realizó investigaciones en la Antártida.
La Asociación Argentina de Ciencias Naturales la nombró «socia honoraria» en 1977.
El grupo recibió numerosas distinciones póstumas. Al conmemorar el 50.º aniversario de la campaña, la Cancillería argentina, el Instituto Antártico Argentino y la Dirección Nacional del Antártico honraron a las científicas con cuatro topónimos antárticos aprobados por el Servicio de Hidrografía Naval: Bahía Pujals, Cabo Caría, Cabo Fontes y Bahía Bernasconi.
El 11 de febrero de 2022, en el Día Internacional de la Mujer y la Niña en la Ciencia, el presidente Alberto Fernández rebautizó el Salón de las Científicas de la Casa Rosada como Salón de la Ciencia Argentina, con «las cuatro de Melchior» incluidas en una muestra de científicas argentinas homenajeadas. Una fotografía de Bernasconi fue añadida a la galería de imágenes del salón, junto con las de otras diez científicas argentinas.
El doodle de Google del 7 de noviembre de 2022, aniversario de la partida de la expedición que realizó a la Antártida, la retrata junto a estrellas de mar, su principal objeto de estudio.

## Publicaciones
Desde 1925 hasta 1980 realizó más de setenta publicaciones:

### Libros
Sus investigaciones se plasmaron en diferentes libros:
- Monografía de los equinoideos argentinos, 1953.
- Asteriidae, coscinasteriinae de la Argentina y Antártida, 1979.
- Asteroideos argentinos : VI. familia asterinidae, 1964.
- Los equinodermos colectados por el "Walther Herwig" en el Atlántico sudoeste, 1973.
- Ofiuroideos del mar epicontinental argentino,1977.

### Otras publicaciones
- 1955. Equinoideos y asteroideos de la colección del Instituto Oceanográfico de la Universidad de San Pablo: primera contribución
- 1956. Equinoideos y asteroideos de la colección del Instituto Oceanógrafico de la Universidad de San Pablo: segunda contribución
- 1958. Asteroideos de la colección del Instituto Oceanográfico de la Universidad de San Pablo

## Honores
- Premio Dr. Eduardo Ladislao Holmberg otorgado por la Academia de Ciencias Exactas, Físicas y Naturales de Buenos Aires, 1947.[16]
- Membresía del Instituto Rey Alberto de Bélgica.[8]

### Eponimia
Como reconocimiento a su labor se designaron con su nombre:
- Cantero Central Irene Bernasconi: Av. Int. Francisco Rabanal entre Av. Lafuente y Portela, Villa Soldati (Buenos Aires).[24]
- Ensenada Bernasconi. Antártida Argentina.[20] (64°17’33” S, 62°58’57” W).
- La abreviatura Bernasconi se emplea para indicar a Irene Bernasconi como autoridad en la descripción y taxonomía en zoología.[cita requerida]